# المسلول (الشعر)

تعديل مصدري - تعديل

المسلول محلة تابعة لقرية الصفا، التابعة لعزلة مقنع بمديرية الشعر إحدى مديريات محافظة إب في الجمهورية اليمنية.، بلغ تعداد سكانها 28 حسب تعداد اليمن لعام 2004.